# Bohuš Hradil
Bohuš Hradil (27. června 1905, Věrovany – 28. února 1984, Praha) byl český herec. Herectví absolvoval na Státní pražské konzervatoři. Po studiích se živil krátce jako režisér.

## Filmografie
- Strakatí andělé – 1964
- Einstein kontra Babinský – 1963
- Strach – 1963
- Černá dynastie – 1962
- Horoucí srdce – 1962
- Jejich den – 1962
- Zámek pro Barborku – 1962
- Labyrint srdce – 1961
- Ledové moře volá – 1961
- Bílá spona – 1960
- Chlap jak hora – 1960
- Lidé jako ty – 1960
- Páté oddělení – 1960
- Vyšší princip – 1960
- Dům na Ořechovce – 1959
- Co řekne žena... – 1958
- Dnes naposled – 1958
- Občan Brych – 1958
- Padělek – 1957
- Páté kolo u vozu – 1957
- Vlčí jáma – 1957
- Kudy kam? – 1956
- Proti všem – 1956
- Zaostřit, prosím! – 1956
- Jan Žižka – 1955
- Něco se tu změnilo – 1955
- Nechte to na mně – 1955
- Psohlavci – 1955
- Byl jednou jeden král… – 1954
- Jan Hus – 1954
- Nejlepší člověk – 1954
- Kavárna na hlavní třídě – 1953
- Krejčovská povídka – 1953
- Tajemství krve – 1953
- Výstraha – 1953
- Anna proletářka – 1952
- Haškovy povídky ze starého mocnářství – 1952
- Konec strašidel – 1952
- Mladá léta – 1952
- Nad námi svítá – 1952
- Zítra se bude tančit všude – 1952
- Akce B – 1952
- Císařův pekař a pekařův císař – 1952
- Štika v rybníce – 1952
- Bylo to v máji – 1952
- Past – 1950
- Případ dr. Kováře – 1950
- Racek má zpoždění – 1952
- Slepice a kostelník – 1952
- V trestném území – 1952
- Zocelení – 1950
- Pan Novák – 1949
- Pětistovka – 1949
- Pionýrská abeceda – 1949
- Výlet pana Broučka do zlatých časů – 1949
- A odsuzuje se... – 1948
- Krakatit – 1948
- Návrat domů – 1948
- Čapkovy povídky – 1947
- Polibek ze stadionu – 1947
- Tři kamarádi – 1947
- Hrdinové mlčí – 1946
- Mrtvý mezi živými – 1946
- Právě začínáme – 1946
- Průlom – 1946
- U pěti veverek – 1944
- Bláhový sen – 1943